# Route nationale inter-états 3
Pour les articles homonymes, voir Route nationale 3.
La route nationale inter-états 3 (RNIE 3) est une route béninoise allant de Dassa-Zoumè à la frontière burkinabé. Sa longueur est de 456 km.

## Tracé
- Département des Collines
  - Dassa-Zoumè
  - Savalou
  - Bantè
- Département de Donga
  - Bassila
  - Djougou
- Département de l'Atacora
  - Natitingou
  - Tanguiéta
- Burkina Faso RN18